# Atletica leggera ai XVII Giochi paralimpici estivi - Lancio del giavellotto F13 femminile
Ai XVII Giochi paralimpici estivi la competizione del lancio del giavellotto femminile F13 si è svolta il giorno 31 agosto 2024 presso lo Stade de France di Parigi. Possono partecipare alla gara le atlete appartenenti alle classi F13 e F12.

## Situazione pre-gara

### Record

#### F13
Prima di questa competizione, il record del mondo, il record paralimpico e i record continentali F13 erano i seguenti.
| Record              | Prestazione | Atleta                                     | Data e luogo                               | Competizione                               |
| ------------------- | ----------- | ------------------------------------------ | ------------------------------------------ | ------------------------------------------ |
| Record mondiale     | 44,58 m     | Nozimakhon Kayumova Uzbekistan             | 17 settembre 2016 Rio de Janeiro, Brasile  | XV Giochi paralimpici estivi               |
| Record paralimpico  | 44,58 m     | Nozimakhon Kayumova Uzbekistan             | 17 settembre 2016 Rio de Janeiro, Brasile  | XV Giochi paralimpici estivi               |
| Record africano     | 31,68 m     | Bakhta Benallou Algeria                    | 18 maggio 2024 Kōbe, Giappone              | Campionati mondiali paralimpici 2024       |
| Record panamericano | 32,23 m     | Record vacante. Prestazione minima 32,23 m | Record vacante. Prestazione minima 32,23 m | Record vacante. Prestazione minima 32,23 m |
| Record asiatico     | 44,58 m     | Nozimakhon Kayumova Uzbekistan             | 17 settembre 2016 Rio de Janeiro, Brasile  | XV Giochi paralimpici estivi               |
| Record europeo      | 38,99 m     | Lizaveta Dabravolskaya Bielorussia         | 28 agosto 2021 Tokyo, Giappone             | XVI Giochi paralimpici estivi              |
| Record oceaniano    | 36,04 m     | Isabelle Hampton Australia                 | 27 ottobre 2015 Doha, Qatar                | Campionati mondiali paralimpici 2015       |

#### F12
Prima di questa competizione, il record del mondo, il record paralimpico e i record continentali F12 erano i seguenti.
| Record              | Prestazione | Atleta                                     | Data e luogo                                | Competizione                               |
| ------------------- | ----------- | ------------------------------------------ | ------------------------------------------- | ------------------------------------------ |
| Record mondiale     | 46,00 m     | Zhao Yuping Cina                           | 11 novembre 2019 Dubai, Emirati Arabi Uniti | Campionati mondiali paralimpici            |
| Record paralimpico  | 42,58 m     | Irada Aliyeva Azerbaigian                  | 17 settembre 2016 Rio de Janeiro, Brasile   | XV Giochi paralimpici estivi               |
| Record africano     | 30,61 m     | Record vacante. Prestazione minima 30,61 m | Record vacante. Prestazione minima 30,61 m  | Record vacante. Prestazione minima 30,61 m |
| Record panamericano | 36,33 m     | Rebeca Valenzuela Alvarez Messico          | 14 agosto 2015 Toronto, Canada              | V Giochi parapanamericani                  |
| Record asiatico     | 46,00 m     | Zhao Yuping Cina                           | 11 novembre 2019 Dubai, Emirati Arabi Uniti | Campionati mondiali paralimpici            |
| Record europeo      | 42,66 m     | Anna Kulinich-Sorokina Russia              | 27 ottobre 2015 Doha, Qatar                 | Campionati mondiali paralimpici            |
| Record oceaniano    | 29,90 m     | Isabelle Hampton Australia                 | 17 aprile 20210 Australia                   |                                            |

### Campionesse in carica
Le campionesse in carica a livello mondiale erano le seguenti.
| Campionessa | Atleta                         | Prestazione | Data e luogo                   | Competizione                         |
| ----------- | ------------------------------ | ----------- | ------------------------------ | ------------------------------------ |
| Paralimpica | Nozimakhon Kayumova Uzbekistan | 42,59 m     | 28 agosto 2021 Tokyo, Giappone | XVI Giochi paralimpici estivi        |
| Mondiale    | Zhao Yuping Cina               | 44,86 m     | 18 maggio 2024 Kōbe, Giappone  | Campionati mondiali paralimpici 2024 |

### La stagione

#### F13
Prima di questa gara, le atlete con le migliori tre prestazioni mondiali F13 dell'anno erano:
| Pos. | Atleta                                             | Prestazione | Data e luogo                                |
| ---- | -------------------------------------------------- | ----------- | ------------------------------------------- |
| 1    | Lizaveta Dabravolskaya Atleti Paralimpici Neutrali | 38,44 m     | 14 febbraio 2024 Dubai, Emirati Arabi Uniti |
| 2    | Bakhta Benallou Algeria                            | 31,68 m     | 18 maggio 2024 Kōbe, Giappone               |
| 3    | Ashlyn Renneberg Canada                            | 31,48 m     | 8 giugno 2024 Nottwil, Svizzera             |

#### F12
Prima di questa gara, le atlete con le migliori tre prestazioni mondiali F12 dell'anno erano:
| Pos. | Atleta                            | Prestazione | Data e luogo                                |
| ---- | --------------------------------- | ----------- | ------------------------------------------- |
| 1    | Zhao Yuping Cina                  | 44,86 m     | 18 maggio 2024 Kōbe, Giappone               |
| 2    | Natalija Eder Austria             | 38,52 m     | 18 maggio 2024 Kōbe, Giappone               |
| 3    | Gulbakhyt Kaiyrzhanova Kazakistan | 33,87 m     | 14 febbraio 2024 Dubai, Emirati Arabi Uniti |